# Hinoi Team
 (novembre 2023).
Si vous disposez d'ouvrages ou d'articles de référence ou si vous connaissez des sites web de qualité traitant du thème abordé ici, merci de compléter l'article en donnant les références utiles à sa vérifiabilité et en les liant à la section « Notes et références ».
Hinoi Team (HINOI チーム, hinoi chīmu) est un groupe féminin de J-pop actif entre 2005 et 2007, composé de quatre idoles japonaises, dont Asuka Hinoi.

## Histoire
Le groupe est formé en 2005 autour de la chanteuse Asuka Hinoi. Celle-ci a débuté en 2002 avec le trio J-pop LOVE & PEACE, qui ne dure que le temps d'un single ; elle continue ensuite en solo, et après deux singles sortis en 2003 et 2004, elle devient donc en 2005 leader de son propre groupe, Hinoi Team, dans lequel elle retrouve Hikaru Koyama qui a elle aussi fait partie de LOVE & PEACE. Le groupe est signé sur le label Sonic Groove de la compagnie Avex. Son premier single sert de thème de fin à la série anime Ichigo 100% en 2005. Le groupe accompagne ses chansons de chorégraphies travaillées, ce qui a permis une adaptation de celles-ci en danse Para Para. Leurs titres sont souvent des reprises en japonais de chansons d'eurobeat. Mais l'une des membres, Keika Matsuoka, quitte le groupe en 2007, et Hinoi Team cesse ses activités peu après, la même année. Asuka Hinoi reprend sa carrière en solo avec un single en 2007, et un titre pour une compilation en 2008.

## Membres
- Asuka Hinoi (明日香 樋井?, née le 8 janvier 1991 à Ōsaka)
- Hikaru Koyama (ひかる 小山?, née le 28 juin 1991 à Kyōto)
- Rina Takenaka (里奈 竹中?, née le 12 mai 1992 à Kōbe)
- Keika Matsuoka (桂花 松岡?, née le 18 septembre 1992 à Kōbe)

## Discographie

### Album
- Super Euro Party (15 mars 2006)

### Singles
- Ike Ike - 18 mai 2005 (Thème de fin de l'anime Ichigo 100%)
- King Kong - 27 juillet 2005
- Night of Fire - 14 décembre 2005
- Sticky Tricky and Bang - 8 mars 2006
- Now and Forever - 9 août 2006
- Dancin' & Dreamin' - 7 février 2007